# Observatório da Serra Nevada

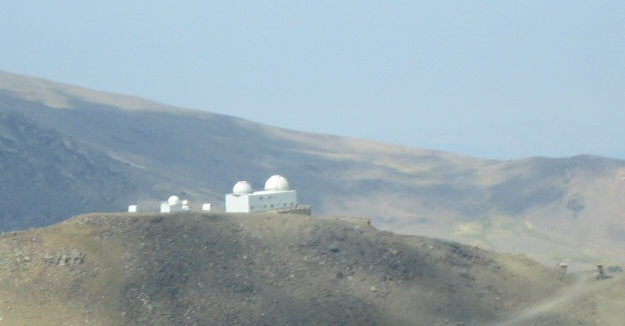
O Observatório da Serra Nevada.

O Observatório da Serra Nevada (OSN), em espanhol: Observatorio de Sierra Nevada, é um observatório astronômico localizado na colina Dílar a 2896 metros, nas montanhas da Serra Nevada, na província de Granada (Espanha). Seu código de observatório é J86.
Ele pertence e é mantido pelo Instituto de Astrofísica da Andaluzia e tem dois telescópios Ritchey-Chrétien com configuração de foco Nasmyth com fendas de 1,5 e 0,9 metros, chamado de T150 e T90, respectivamente. O observatório foi inaugurado em 1981, deixando as instalações do antigo observatório do Mojón do Trigo obsoletas.

## Galeria

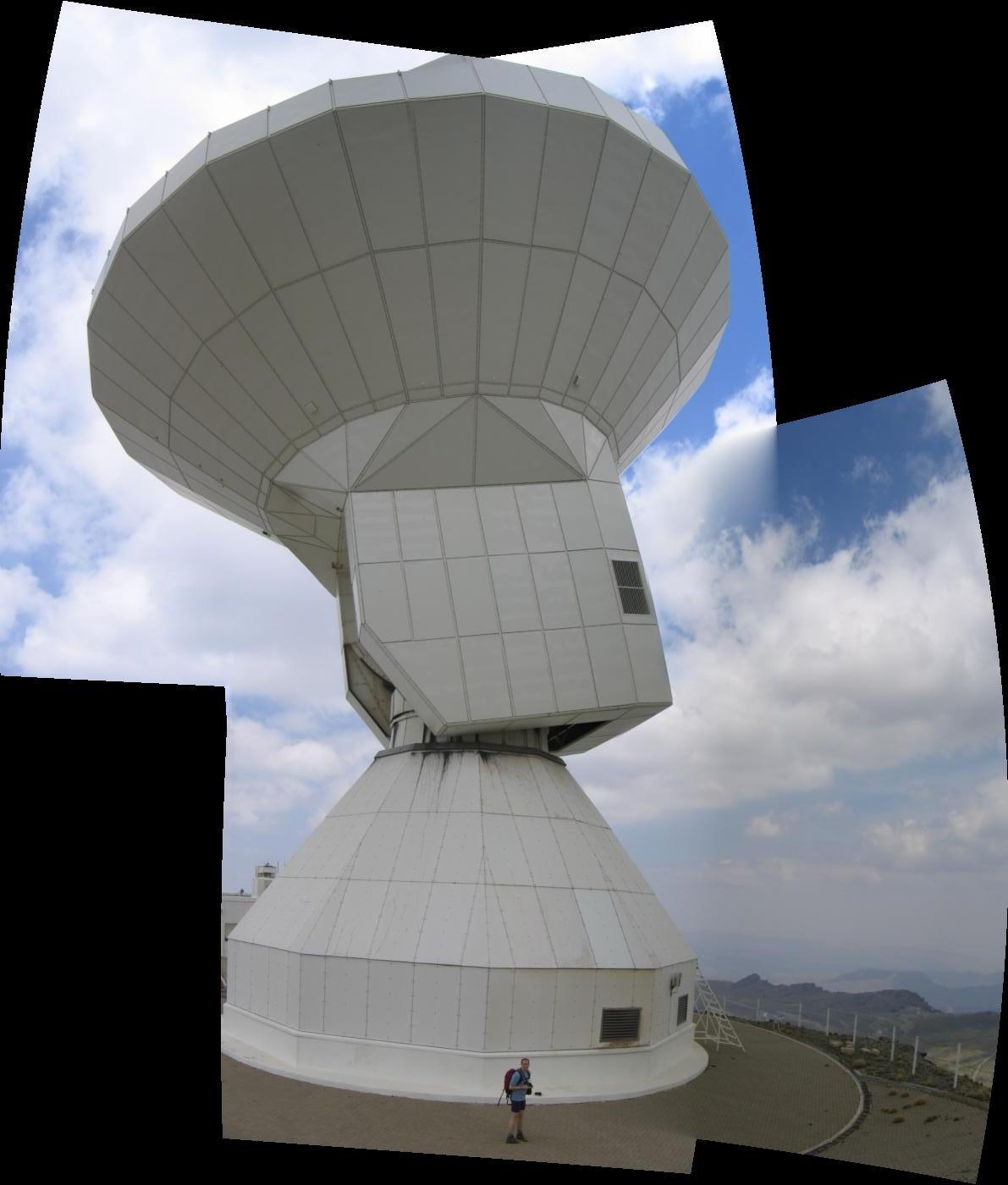
Detalhe do radiotelescópio do IRAM
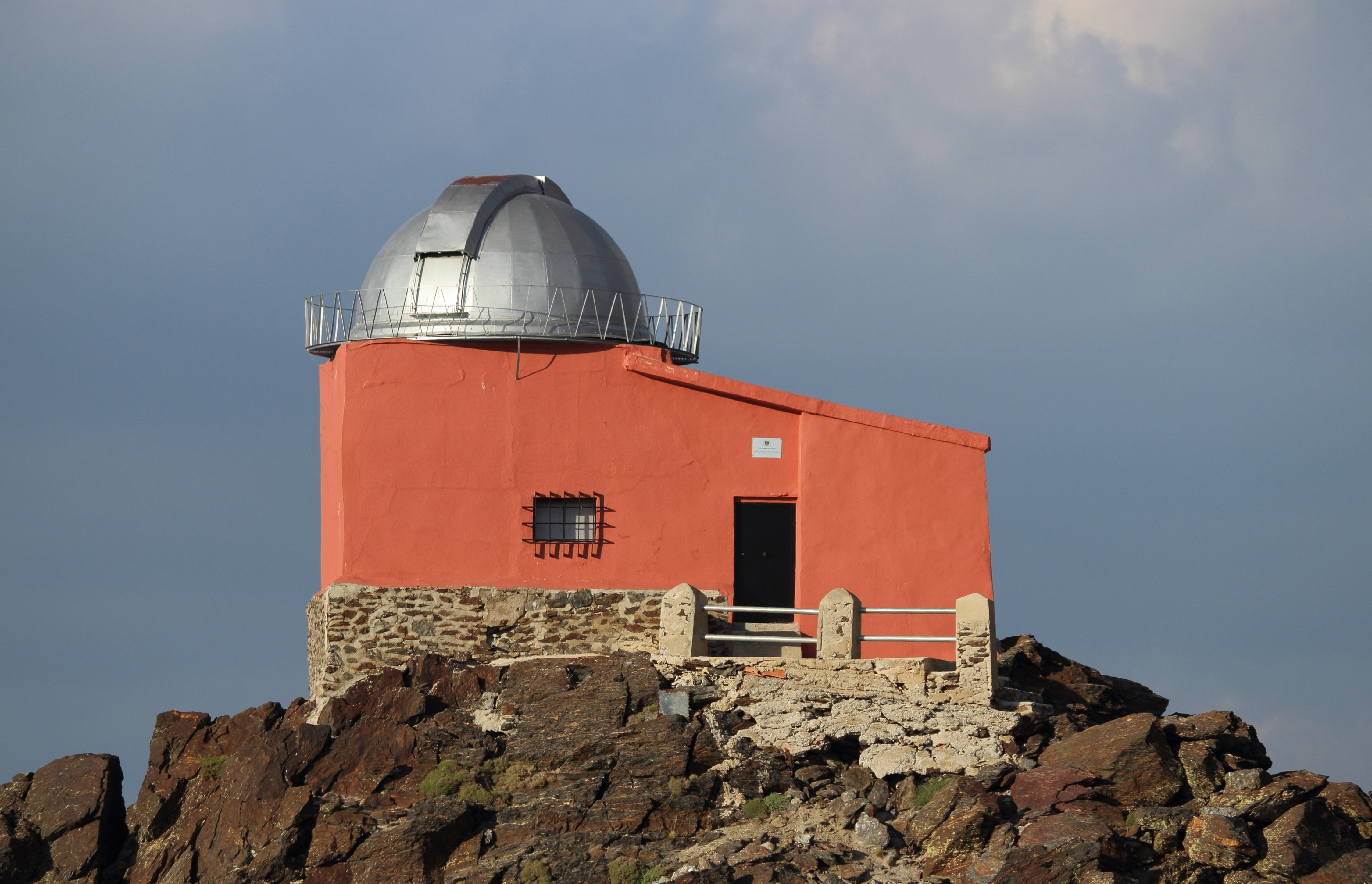
O antigo observatório do Mojón do Trigo
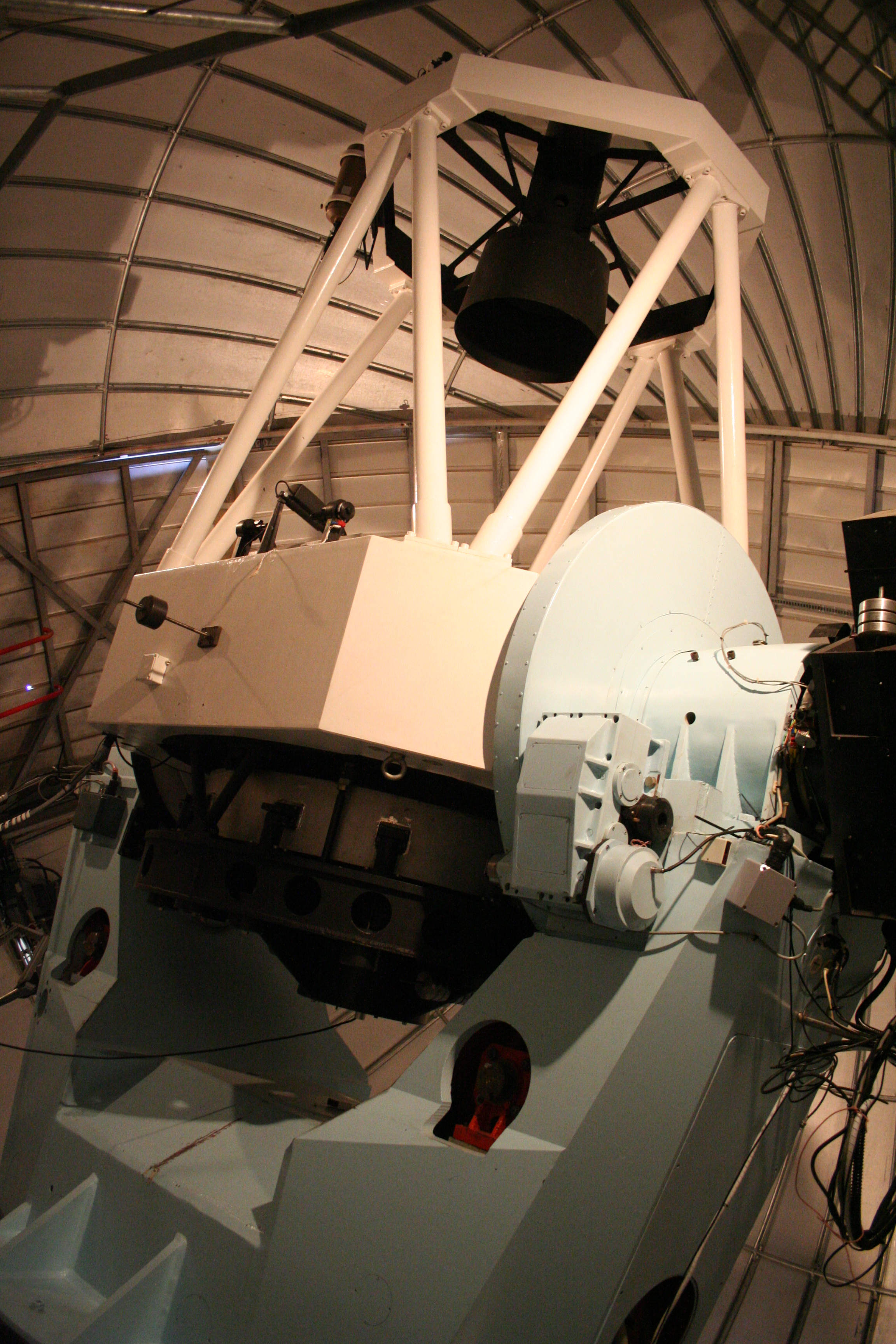
T150